# Rhinosimus cognatus
Rhinosimus cognatus là một loài bọ cánh cứng trong họ Salpingidae. Loài này được Broun miêu tả khoa học năm 1910.